# Conrad Ferdinand Meyer
Conrad Ferdinand Meyer (n. en Zürich el 11 de octubre de 1825 - f. en Kilchberg el 28 de noviembre de 1898) fue un poeta y novelista suizo.
Descendiente de familia patricia, su padre (quien murió a temprana edad, en 1840) era un diputado e historiador y su madre era una refinada y culta mujer.
Al finalizar el gymnasium, comenzó a estudiar Leyes, pero este estudio se vio interrumpido por su depresión. Más tarde se dedicó a la Historia y se desempeñó como traductor.
Viajó por Alemania, Francia e Italia, interesándose por el arte clásico y del Renacimiento.
En 1863 publica su primer volumen de poesías, llamado Zwanzig Balladen von einem Schweizer (en español, Veinte baladas de un suizo). Escribió en lengua alemana y francesa.
Falleció en su casa en Kilchberg, cerca de  Zürich, el 28 de noviembre de 1898.

## Obra

### Novelas
- 1876 Jürg Jenatsch
- 1891 Angela Borgia

### Nouvelles
Los principales trabajos de Meyer son novelas históricas:
- 1873 Das Amulett  (El amuleto)
- 1878 Der Schuss von der Kanzel (El disparo desde el púlpito)
- 1879 Der Heilige (El Santo)
- 1881 Plautus im Nonnenkloster (Plauto en el convento de monjas)
- 1882 Gustav Adolfs Page (El paje de Gustavo Adolfo)
- 1883 Das Leiden eines Knaben (Los sufrimientos de un muchacho)
- 1884 Die Hochzeit des Mönchs (La boda del monje)
- 1885 Die Richterin (La jueza)
- 1887 Die Versuchung des Pescara (Las tentaciones de Pescara)

### Poesía y verso
- 1863 Zwanzig Balladen von einem Schweizer (Veinte baladas de un suizo)
- 1872 Huttens letzte Tage (Últimos días de Hutten)
- 1882 Gedichte